# همیلتون او. اسمیت
همیلتون او. اسمیت (انگلیسی: Hamilton O. Smith؛ زاده ۲۳ اوت ۱۹۳۱) یک دانشمند در زمینه میکروبیولوژی اهل ایالات متحده آمریکا است.